# Topología magnética
En física del plasma, la topología magnética de un plasma es la estructura y el enlace de su campo magnético.
La topología magnética de un plasma puede modificarse mediante difusión magnética y reconexión. En el límite de un número de Reynolds magnético grande, sin embargo, la difusión y la reconexión del campo magnético no pueden ocurrir, y la topología magnética se conserva.